# Plescop

Plescop este o comună în departamentul Morbihan, Franța. În 1 ianuarie 2022 avea o populație de 6.200 de locuitori.